# Фернандеш, Мартин
Марти́н Море́йра Моути́нью Ферна́ндеш (порт. Martim Moreira Moutinho Fernandes; 18 января 2006, Валонгу) — португальский футболист, защитник клуба «Порту».

## Клубная карьера
Фернандеш является воспитанником молодежной академии «Валонгенсе», а затем перешёл в «Порту» в 2017 году. 18 января 2022 года подписал свой первый профессиональный контракт с «Порту», первоначально принадлежавшим резерву. На  профессиональном уровне дебютировал за «Порту B» в проигрышном матче против «Спортинг Ковильян» (1:0) в Сегунда-лиге в мае 2022 года, а в возрасте 16 лет и шести месяцев стал самым молодым дебютантом в дивизионе. В августе 2022 года был официально переведен в резерв «Порту». 28 сентября 2023 года был назван молодым футболистом года «Порту».
20 октября 2023 года Фернандеш дебютировал за основную команду «Порту» в матче кубка Португалии против «Вилар де Пердизеш» (2:0), заменив во втором тайме Жуана Мариу.

## Карьера в сборной
Фернандеш входил в состав сборной Португалии до 17 лет на юношеский чемпионат Европы до 17 лет в 2019 году. В июне 2023 года его вызвали в сборную Португалии до 19 лет на юношеский чемпионат Европы до 19 лет, где его команда заняла второе место.